# Fujiko Fujio
Fujio Fujiko fue el seudónimo de un dúo de mangakas japoneses formado por Hiroshi Fujimoto (藤本 弘 Fujimoto Hiroshi?, Takaoka, Toyama, 1 de diciembre de 1933-Shinjuku, Tokio, 23 de septiembre de 1996) y Motoo Abiko (安孫子 素雄 Abiko Motoo?, Himi, Toyama, 10 de marzo de 1934-Kawasaki, Kanagawa, 8 de abril de 2022.)
Comenzaron a trabajar juntos en 1951, y en 1954 adoptaron el seudónimo, que utilizaron hasta su separación en 1987. Desde el comienzo adoptaron un estilo colaborativo, en el que ambos trabajaban indistintamente como guionistas y dibujantes. Como discrepaban creativamente publicaron trabajos individualmente que firmaban usando dos variantes: Fujimoto como Fujiko F Fujio (藤子・F・不二雄 Fujiko Efu Fujio?) y Abiko firmaba como Fujiko Fujio (A) (藤子不二雄Ⓐ Fujiko Fujio Ē?).
Su creación más popular es Doraemon, cuyo protagonista está reconocido como un icono moderno de la cultura japonesa.
Algunas influencias de sus proyectos son los trabajos Osamu Tezuka[cita requerida] y muchos dibujos animados y libros de cómic estadounidenses, entre ellos los trabajos de Hanna-Barbera.[cita requerida] Han sido premiados tanto por su obra colaborativa como por la individual.

## Biografía
Hiroshi Fujimoto y Motoo Abiko eran de la Prefectura de Toyama. Fujimoto nació el 1 de diciembre de 1933 en Takaoka, y Abiko, el 10 de marzo de 1934 en Himi. Abiko se trasladó a la escuela primaria de Takaoka, en la que estudiaba Fujimoto, y allí vio casualmente a Fujimoto dibujando en una libreta. Los dos se hicieron amigos y durante los primeros años de su amistad ocultaron sus ilustraciones de otros amigos y compañeros por vergüenza debido a su contenido erótico.
En la secundaria, tuvieron influencias de Osamu Tezuka –considerado el "padre" o el "dios" del manga– y su manga Shin Takarajima. Fujimoto construyó un episcopio casero y juntos escribieron un fragmento para este al cual llamaron Tenküma, que fue su primer trabajo colaborativo. Empezaron con su trabajo y abrieron una cuenta de ahorro por medio del Servicio Postal de Japón en el que ambos compartían fondos y el cual usaron para adquirir material artístico. Se dividieron los ingresos y gastos de manera equitativa, una práctica que continuaron a lo largo de su asociación.
En la escuela preparatoria hicieron su debut, Tenshi no Tama-chan, el cual se convirtió en una serie por Mainichi Shogakusei Shimbun, en 1951. El mismo año visitaron la residencia de Osamu Tezuka, ubicada en Takarazuka, en la Prefectura de Hyōgo, y le enseñaron sus ilustraciones para un trabajo titulado Ben Hur. Tezuka elogió a ambos por unos años comentando que él sabía que llegarían a ser grandes figuras en la industria del manga. Abiko y Fujimoto atesoraron el encuentro con Tezuka y mantuvieron las ilustraciones de Ben Hur durante toda su vida. Fue en este tiempo en el que decidieron hacer su comercio permanente, inicialmente adoptando el nombre de Tezuka Fujio por el respeto y después cambiándolo por Azhizuka Fujio cuando percibieron la adopción del nombre "Tezuka" demasiado cercano al de su ídolo.
Debido a que ambos fueron los hijos mayores en su familia, decidieron tomar trabajos de compañía después de graduarse de la preparatoria en 1952. Fujimoto encontró empleo con una compañía de confecciones, y Abiko comenzó trabajando para la compañía de periódicos de Toyama. Sin embargo, Fujimoto tuvo un accidente en su lugar de trabajo cuando su brazo quedó atrapado en la maquinaria, y él renunció unos días después. Fujimoto, entonces, dedicó su tiempo a realizar trabajos en revistas periódicas, con Abiko ayudándolo en los fines de semana. Su primera novela por entregas, con el nombre de Ashizuka Fujio, fue terminada en pocos episodios siguiendo su éxito con Utopia: The Last World War (UTOPIA—最後の世界大戦 UTOPIA: Saigo no Sekai Taisen?).
Ellos decidieron mudarse a Tokio en 1954 como mangakas profesionales debido a los deseos de Fujimoto, ya que Abiko le acompañó con reticencia por el trabajo regular que tenía en la compañía de periódicos de Toyama. A partir de entonces, empezaron a utilizar el nombre de Fujiko Fujio, por el que se harían famosos en Japón y fuera de él. Su primer lugar de residencia fue un cuarto de dos tatami en la casa de uno de los parientes de Abiko, en Kōtō (Tokio). Junto con Hiro Terada y otros muchos artistas de manga de la época, formaron un grupo colaborativo llamado New Manga Party (新漫画党 Shin Manga-To?). Entrado en el complejo departamental Tokiwa-so, donde el grupo estaba establecido, disfrutaron de un periodo de productividad que llevaron a Fujimoto y Abiko a publicar seis novelas por entrega cada mes.
La carga de trabajo fue excesiva, y en 1955, de regreso al Prefectura de Toyama para el Año Nuevo Japonés, la pareja no cumplió con el plazo de entrega de las novelas. La pérdida de credibilidad con las editoriales hirieron a Fujimoto y Abiko por más de un año, durante el cual se concentraron en proyectos individuales, comprando un set de televisión en Akihabara y haciendo películas independientes con una cámara de 8mm. Para 1959 dejaron Tokiwa-so y se cambiaron temporalmente a Kawasaki (Kanagawa) en la Prefectura de Kanagawa. Fujimoto, finalmente, contrajo matrimonio en 1962, a la edad de 28 años.
En 1963, Fujimoto y Abiko establecieron el Studio Zero junto con Shin'ichi Suzuki, Shotaro Ishinomori, Jiro Tsunoda y Kiyoichi Tsunoda. Después, Fujio Akatsuka se les unió, y en su auge, el estudio tuvo cerca de 80 empleados. El estudio produjo películas tales como Astroboy, en los sesenta. Para Fujimoto y Abiko, estos fueron algunos de sus años más productivos, y resultado de ellos hubo series como Obake no Q-Taro, que eventualmente se adaptó a una serie de anime para televisión. Fue en ese entonces cuando Abiko comenzó a trabajar en mangas dirigidos a un público más maduro, con títulos como Teresa Tang y Kuroi Seeresuman. Abiko contrajo nupcias en 1966, a la edad de 32 años. Fujimoto se enfocó en historias para niños, con un interés particular en la ciencia ficción.
El manga Doraemon empezó a publicarse en 1970 e inmediatamente se hizo popular entre los niños de Japón. Coro Coro Comic lanzó su primer ejemplar en 1977 para mostrar los trabajos de Fujiko Fujio. Con la redifusión de Doraemon en TV Asahi en 1979, surgió la popularidad para una docena de trabajos en solitario y colaborativos de Fujimoto que se eligieron para su publicación y redifusión en los ochenta.
En 1987, por sus diferencias creativas, Fujimoto y Abiko decidieron terminar su asociación para concentrarse en proyectos individuales. Aún siendo amigos, ambos trabajaron para una compañía llamada Fujiko Productions y basaron sus estudios en los edificios cercanos. Abiko se concentró en trabajos que incorporaban más humor negro, mientras que Fujimoto se centró en trabajos para un público de poca edad. De acuerdo con Abiko, la causa de la disolución de su colaboración fue porque Fujimoto descubrió que tenía cáncer de hígado en 1986, y ellos querían arreglar asuntos de derechos de autor y finanzas lo antes posible. Fujimoto falleció el 23 de septiembre de 1996 en Shinjuku (Tokio), a la edad de 62 años, debido a una cirrosis hepática provocada por el cáncer. Abiko falleció el 6 de abril de 2022 en Kawasaki, a la edad de 88 años, por muerte natural.
Un documental salió en TV Asahi el 19 de febrero de 2006 contando la vida y acontecimientos de Fujiko Fujio. Su trabajo se encuentra impreso.
Un museo dedicado a Fujiko F Fujio se abrió en Kawasaki (Kanagawa) el 3 de septiembre de 2011, que presenta una reproducción del estudio de Fujio y muestra su trabajo artístico.

## Premios y reconocimientos
Fujiko Fujio
- 1963 – Premio Shogakukan Manga (Susume Roboket y Tebukuro Tecchan)[4]
- 1973 – Premio de la Asociación de Caricaturistas de Japón Premio a la Excelencia (Doraemon)
- 1981 – Premio Cultural (川崎市文化賞?) de la ciudad de Kawasaki (Fujiko Fujio)
- 1982 – Premio Shogakukan Manga por manga infantil (Doraemon)
- 1984 – Medalla al logro especial "Día del cine" (Fujiko Fujio)[5]
- 1984 – Premio Brillo de Oro (ゴールデングロス賞?) (Película Doraemon)

Fujiko F Fujio
- 1989,1990,1991,1992,1993,1994,1996,1997, y más – Premio Brillo Dorado (ゴールデングロス賞?) (Película Doraemon, etc.)
- 1989 – Certificado de agradecimiento "Día del cine" (Fujiko F. Fujio)[5]
- 1994 – Premio de la Asociación de Caricaturistas de Japón Premio del Ministro de Educación (Doraemon)
- 1995 – Premio Fujimoto al estímulo (Fujiko F. Fujio (producción en serie de la película Doraemon))
- 1996 – Medalla al logro especial "Día del cine" (Fujiko F. Fujio)[5]
- 1997 – El primer Gran Premio Premio Cultural Tezuka Osamu (Doraemon)[6]

Fujiko Fujio A
- 1990 – Premio especial Fujimoto (Fujiko Fujio A (productor de la película Shonen jidai))
- 1990 – Premio Especial de la Fundación Cultural Yamaji Fumiko (Fujiko Fujio A (productor Shonen jidai))
- 2005 – Premio de la Asociación de Caricaturistas de Japón Premio del Ministro de Educación, Cultura, Deportes, Ciencia y Tecnología (Todos los trabajos)
- 2008 – Orden del Sol Naciente (Fujiko Fujio A)
- 2014 – Premio Cultural Tezuka Osamu Premio Especial (Manga Michi y Ai... Shirisomeshi Koro ni...)

## Lista de trabajos

### Ambos mangakas
| Título                            | Romanización    | Publicación |
| --------------------------------- | --------------- | ----------- |
| オバケのQ(キュー)太郎 (1.ª etapa) | Obake no Q-Taro | 1964-1966   |

### Fujiko F. Fujio
| Título                             | Romanización                   | Publicación         | Notas                        |
| ---------------------------------- | ------------------------------ | ------------------- | ---------------------------- |
| てぶくろてっちゃん                 | Tebukuro Tetchan               | 1960-1963           |                              |
| すすめロボケット                   | Susume Roboketto               | 1962-1965           |                              |
| パーマン                           | Perman                         | 1967-1968 1983-1986 |                              |
| 21エモン                           | 21 Emon                        | 1968                |                              |
| スーパーさん                       | Sūpā-san                       | 1968                |                              |
| ドラえもん                         | Doraemon                       | 1969-1996           |                              |
| モジャ公                           | Mojakō                         | 1969-1970           |                              |
| ウメ星デンカ                       | Umeboshi Denka                 | 1969                |                              |
| ボノム =底ぬけさん=                | Bonomu: Sokonuke-san           | 1970                |                              |
| ドジ田ドジ郎の幸運                 | Dojita Dojirō no Kōun          | 1970                |                              |
| じじぬき                           | Jijinuki                       | 1970                |                              |
| ドビンソン漂流記                   | Dobinson Hyōryūki              | 1971-1972           |                              |
| オバケのQ(キュー)太郎 (2.ª etapa)  | Obake no Q-Taro                | 1971-1974           |                              |
| 自分会議                           | Jibun Kaigi                    | 1972                |                              |
| ジャングル黒べえ                   | Janguru Kurobē                 | 1973                |                              |
| パジャママン                       | Pajamaman                      | 1973-1974           |                              |
| 赤毛のアン子                       | Akage no Anko                  | 1974                |                              |
| キテレツ大百科                     | Kiteretsu Daihyakka            | 1974-1977           |                              |
| みきおとミキオ                     | Mikio to MIKIO                 | 1974-1975           |                              |
| ノスタル爺                         | Nosutarujī                     | 1974                |                              |
| ぞうくんとりすちゃん               | Zō-kun to Risu-chan            | 1974                |                              |
| 3万3千平米                         | 3 Man 3 Zen Hēbē               | 1975                |                              |
| 4じげんぼうPポコ                   | 4 Jigen Bō P-Poko              | 1975-1976           |                              |
| ひとりぼっちの宇宙戦争             | Hitoribotchi no Uchū Sensō     | 1975                |                              |
| ポコニャン                         | Pokonyan                       | 1975-1978           |                              |
| バケルくん                         | Bakeru-kun                     | 1976                |                              |
| バウバウ大臣                       | Baubau Daijin                  | 1976                |                              |
| きゃぷてんボン                     | Kyaputen Bon                   | 1976                |                              |
| Uボー                              | U-Bō                           | 1976-1978           |                              |
| ウルトラ・スーパー・デラックスマン | Urutora-Sūpā-Derakkusuman      | 1976                |                              |
| 宇宙人レポート サンプルAとB        | Uchūjin Repōto: Sampuru A to B | 1977                |                              |
| 中年スーパーマン左江内氏           | Chūnen Sūpāman Saenai-shi      | 1977-1978           |                              |
| エスパー魔美                       | Esupā Mami                     | 1977-1982           |                              |
| あのバカは荒野をめざす             | Ano Baka wa Kōya wo Mezasu     | 1978                |                              |
| T・Pぼん                           | T.P. Bon                       | 1978                |                              |
| あいつのタイムマシン               | Aitsu no Taimu Mashin          | 1979                |                              |
| ミラ・クル・1                      | Mira-kuru-1                    | 1979                |                              |
| ある日……                           | Aru Hi...                      | 1982                |                              |
| 四海鏡                             | Shikaikyō                      | 1982                |                              |
| 宙ポコ                             | Chū-Poko                       | 1983                |                              |
| 宙犬トッピ                         | Chūken Toppi                   | 1984                |                              |
| チンプイ                           | Chimpui                        | 1985 1987-1988      |                              |
| 未来の想い出                       | Mirai no Omoide                | 1991                |                              |
| 桜書女妙動員公子                   | Sakura Shojo Myoudouin Kimiko  | 1992-1998           | Ilustrado por Naoko Takeuchi |
| 書女のルル-ちゃん                  | Shojo no Lulu-chan             | 1993-1998           | Ilustrado por Naoko Takeuchi |
| 異人アンドロ氏                     | Ijin Andoro-shi                | 1995                |                              |

Sus trabajos en solitario también los firmó como Fujiko Fujio hasta la disolución del dúo en 1987; a partir de entonces y hasta su fallecimiento en 1996, los firmó como Fujiko F Fujio.

### Fujiko Fujio (A)
| Título                | Romanización                  | Publicación   |
| --------------------- | ----------------------------- | ------------- |
| フータくん            | Fūta-kun                      | 1964-1967     |
| 忍者ハットリくん      | Ninja Hattori-kun             | 1964-1971     |
| スリーZメン           | Surī Z Men                    | 1964-1965     |
| わかとの              | Wakatono                      | 1964-1968     |
| 怪物くん              | Kaibutsu-kun                  | 1965-1969     |
| 笑ゥせぇるすまん      | Warau Sērusuman               | 1968-1971     |
| ビリ犬                | Biriken                       | 1969 1989     |
| 黒ベエ                | Kurobē                        | 1969-1970     |
| 劇画毛沢東伝          | Gekiga Mō Takutō Den          | 1969          |
| 魔太郎がくる!!        | Matarō ga Kuru!!              | 1972-1975     |
| 愛ぬすびと            | Ai Nusubito                   | 1973          |
| さすらいくん          | Sasurai-kun                   | 1973-1981     |
| プロゴルファー猿      | Puro Gorufā Saru              | 1974-1980     |
| ミス・ドラキユラ      | Misu Dorakyura                | 1975          |
| まんが道              | Manga Michi                   | 1977-1982     |
| 少年時代              | Shōnen Jidai                  | 1978-1979     |
| 夢トンネル            | Yume Tonneru                  | 1983-1984     |
| ウルトラB             | Urutora B                     | 1984-1989     |
| パラソルヘンべえ      | Parasoru Hembē                | 1989-1991     |
| ホアー!! 小池さん     | Hoā!! Koike-san               | 1998-2001     |
| PARマンの情熱的な日々 | PARman no Jōnetsuteki na Hibi | 2007-presente |

Sus trabajos en solitario también los firmó como Fujiko Fujio hasta la disolución del dúo en 1987; a partir de entonces y hasta su fallecimiento en 2022, los firmó como Fujiko Fujio (A).